# جوانا بيكر
جوانا بيكر (بالإنجليزية: Joanna Baker)‏ هي أكاديمية أمريكية، ولدت في 14 فبراير 1862 في روشيل في الولايات المتحدة، وتوفيت في 1935 في ديلاوير في الولايات المتحدة.